# ポダレイリオス

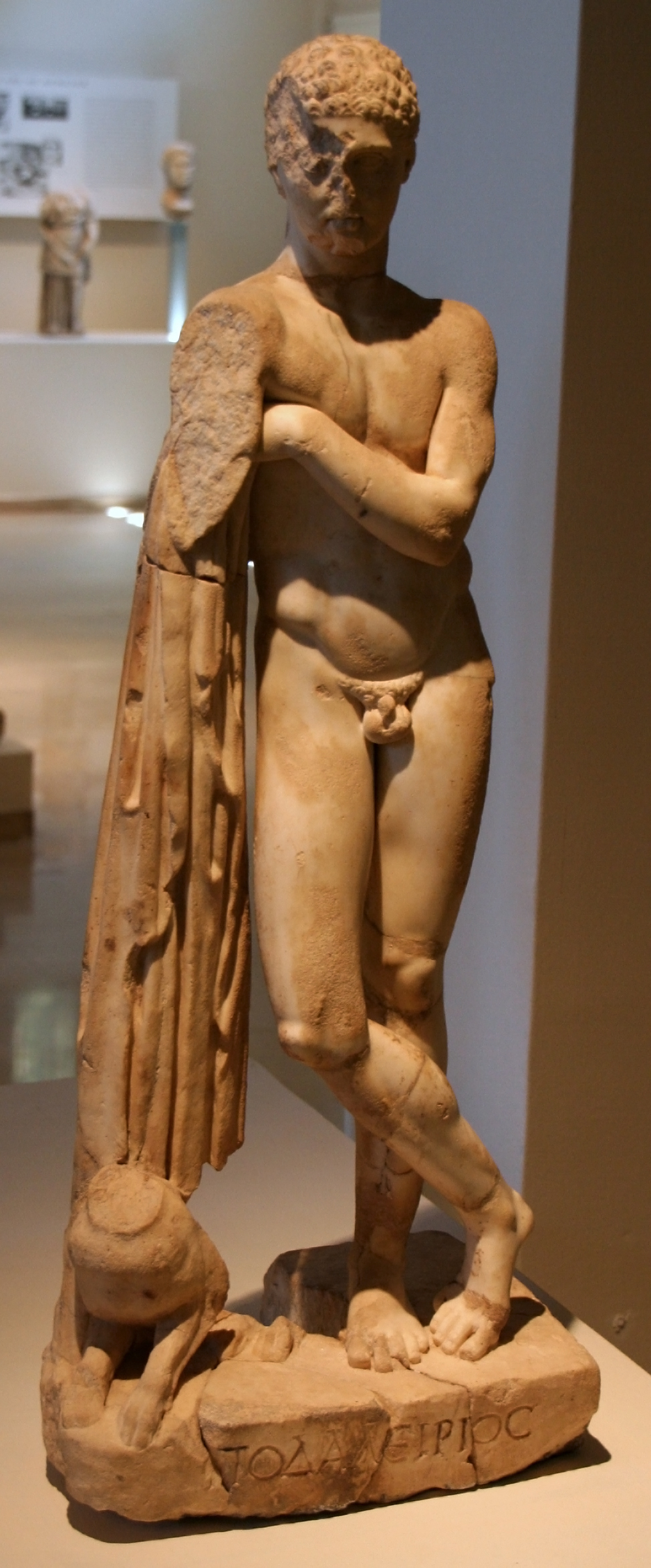
ポダレイリオス像。ディオン考古学博物館（en）所蔵

ポダレイリオス（古希: Ποδαλείριος, Podaleirios, ラテン語: Podalirius）は、ギリシア神話の人物である。医神アスクレーピオスの子で、マカーオーンと兄弟。アポローンの孫にあたる。しかしポセイドーンの子とする説もある。
兄弟ともに名医として知られるが、マカオーンは外科、ポダレイリオスは内科で精通していた。ヘレネーに求婚したのち、トリッケー人の軍勢、30隻を率いてトロイア戦争に参加した。ピロクテーテースの傷を癒したのはポダレイリオスだといわれる。戦争後、ポダレイリオスはポリュポイテースらとともにコロポーンに赴き、その地で死んだカルカースを葬った。さらにデルポイにやって来て、どこに住むべきかを問うたところ、天が堕ちてきても害がないところに住むべしとの神託が下ったので、小アジア、カーリア地方の、周囲を山に囲まれたケルソネーソスに移り住んだという。